# جيمس مارشال (لاعب كريكت)
جيمس مارشال (15 فبراير 1979 في نيوزيلندا - ) (بالإنجليزية: James Marshall)‏ هو لاعب كريكت نيوزلندي. شارك مع منتخب نيوزيلندا الوطني للكريكت. أما مع النوادي، فقد لعب مع Northern Districts men's cricket team ‏ وBuckinghamshire County Cricket Club ‏.

## وصلات خارجية
- جيمس مارشال على موقع إي آس بي آن كريك إنفو (الإنجليزية)